# HE0107-5240
HE0107-5240 là một ngôi sao Dân số II cực kỳ nghèo kim loại, cách Trái đất khoảng 36000 năm ánh sáng, có khối lượng xấp xỉ 80% khối lượng Mặt trời. Đây là một trong những ngôi sao nghèo nhất kim loại được biết đến trong Thiên hà của chúng ta, với tính kim loại [Fe / H] = −52±02; tức là nó chỉ có 1/160000 số kim loại mà Mặt Trời có. Do tính kim loại rất thấp, nó được cho là một trong những ngôi sao Dân số II sớm nhất được hình thành. Nếu vậy, thì nó cũng rất già, với tuổi khoảng 13 tỷ năm. Bởi vì ngôi sao không hoàn toàn không có kim loại, nó không thuộc thế hệ sao đầu tiên (Dân số giả thuyết III). Những ngôi sao này đã chuyển đổi hydro, heli và lithium nguyên sơ do Big Bang hình thành thành các nguyên tố nặng hơn, chẳng hạn như carbon, oxy và kim loại.
Ngôi sao tương đối nhỏ đối với một ngôi sao của vũ trụ sơ khai, chiếm phần lớn số tuổi của nó: những ngôi sao khổng lồ chết nhanh chóng. Để giúp giải thích tại sao ngôi sao này quá nhỏ, người ta đưa ra giả thuyết rằng nó từng là một phần của hệ sao nhị phân.
HE0107-5240 được Norbert Christlieb và các đồng nghiệp tại Đại học Hamburg ở Đức tìm thấy như một sản phẩm phụ của Khảo sát Hamburg / ESO cho các quasar mờ với kính viễn vọng ESO Schmidt 1m. Các quan sát tiếp theo được thực hiện tại Kính thiên văn Siding Spring 2,3 m và quang phổ độ phân giải cao được chụp tại Đài thiên văn Nam châu Âu, Chile, sử dụng một trong các đơn vị của Kính thiên văn Large. Vào năm 2005, một ngôi sao thứ hai có lượng sắt thậm chí còn nhỏ hơn, HE 1327-2326 ([Fe / H] = - 5.4), cũng được tìm thấy, trong cuộc khảo sát của Hamburg / ESO. Vào năm 2014, một ngôi sao nghèo kim loại thậm chí còn được công bố: SMSS J031300.36−670839.3.